# Mutant Enemy
Mutant Enemy est une société de production audiovisuelle créée par Joss Whedon en 1997. Elle regroupe également les scénaristes des séries télévisées Buffy contre les vampires, Angel et Firefly.

## Logo
Le logo de fin de générique et sa mascotte est un zombie de bande dessinée volontairement mal animé qui traverse l'écran de droite à gauche en grognant "Grrr. Argghh.". Il a été dessiné et doublé par Whedon lui-même. Parfois, l'animation a été modifiée sur certains épisodes de Buffy, marquant l'évolution de la boite ainsi que des événements particuliers pendant le tournage de la série (il fut, par exemple, offert à titre honorifique dans un épisode de la saison 6 par le personnage de Tara Maclay (Amber Benson) à celui de Rupert Giles, lors d'un émouvant départ, pour remercier publiquement Anthony Stewart Head de ce que sa performance a apporté au show télévisé).

## Productions

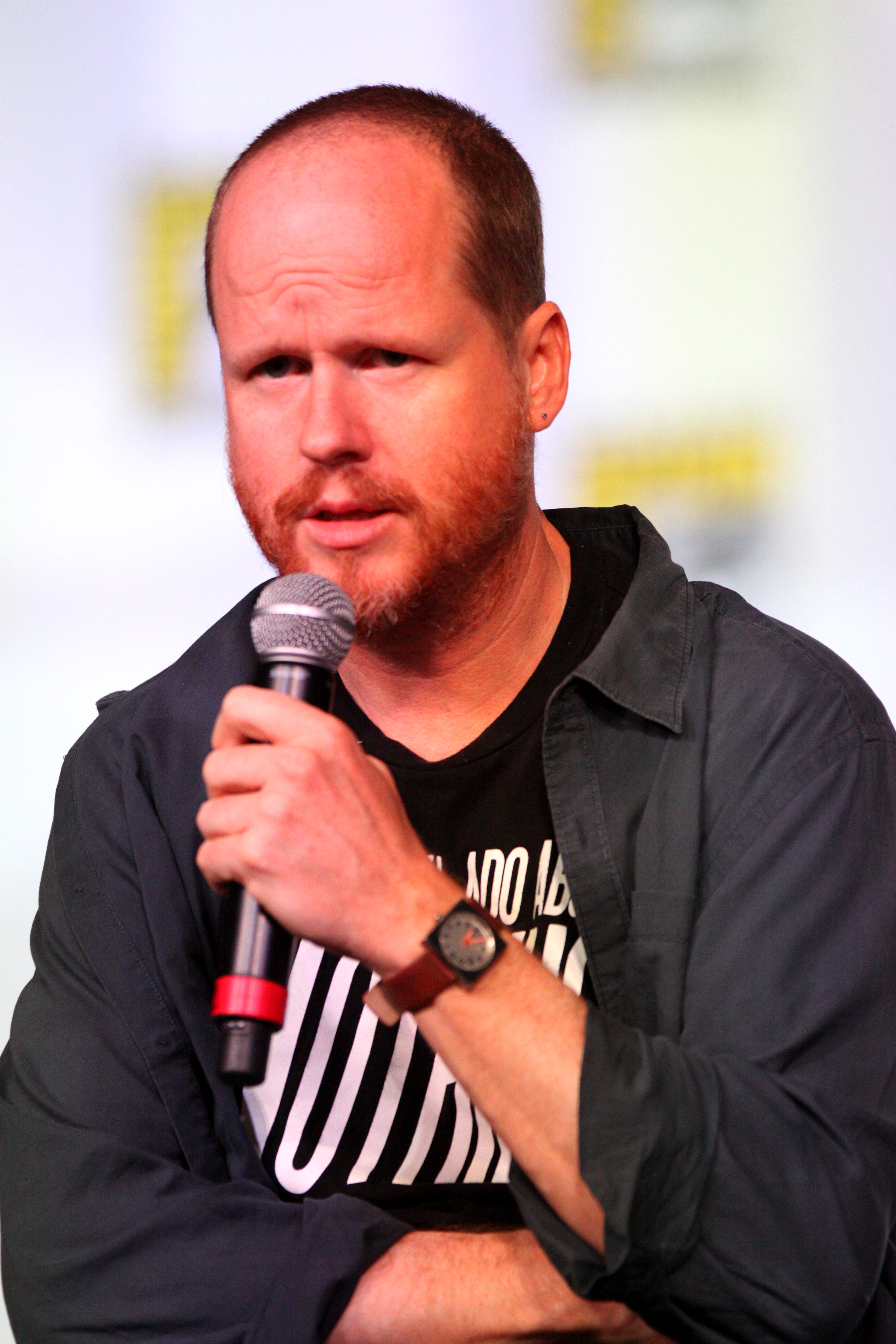
Joss Whedon, le fondateur de la société, ici au Comic-Con de San Diego 2012.

| Titre | Format            | Année       |
| --- | ----------------- | ----------- |
| Buffy contre les vampires (Buffy the Vampire Slayer)                                                       | Série télévisée   | 1997–2003   |
| Angel | Série télévisée   | 1999–2004   |
| Firefly | Série télévisée   | 2002–2003   |
| Dr. Horrible's Sing-Along Blog                                                                             | Web-série         | 2008        |
| Dollhouse                                                                                                  | Série télévisée   | 2009-2010   |
| Buffy contre les vampires, Saison huit : La série animée (Buffy the Vampire Slayer: Season 8 Motion Comic) | Série d'animation | 2010-2011   |
| La Cabane dans les bois (The Cabin in the Woods)                                                           | Film              | 2012        |
| Marvel : Les Agents du SHIELD (Marvel's Agents of SHIELD)                                                  | Série télévisée   | 2013-2020   |
| The Nevers                                                                                                 | Série télévisée   | depuis 2021 |

## Membres de l'équipe
Jane Espenson a expliqué comment les scripts s'assemblaient sur Buffy contre les vampires. Premièrement, les écrivains discutent des problèmes émotionnels que rencontre Buffy et comment elle y fait face dans son combat contre les forces du mal. Alors l'histoire est cassée en actes et scènes : chaque acte montre un moment clef pour laisser les spectateurs en haleine pendant la pause publicitaire. Les écrivains les remplissent ensuite collectivement par des scènes pour étoffer l’histoire. Un tableau blanc reprend leur progression en planifiant des brèves descriptions de chaque scène. Une fois la structure montée, l’auteur à qui l’épisode est confié en écrit l'ébauche, qui est validée par Whedon ou Noxon. L'auteur couche alors un script complet qui émerge d'une série de brouillons pour subir une petite retouche du directeur de l'épisode. L'écrit abouti est finalement utilisé pour le tournage.